# 西華堂
西華堂創建於清乾隆十五年（1750年），位於台灣台南市北區，於民國七十四年（1985年）經核定為三級古蹟，現為直轄市定古蹟，屬齋教之金幢教中翁永峰支派下之齋堂，也是該支派唯一的齋堂:141，主祀三寶佛:151。

## 沿革

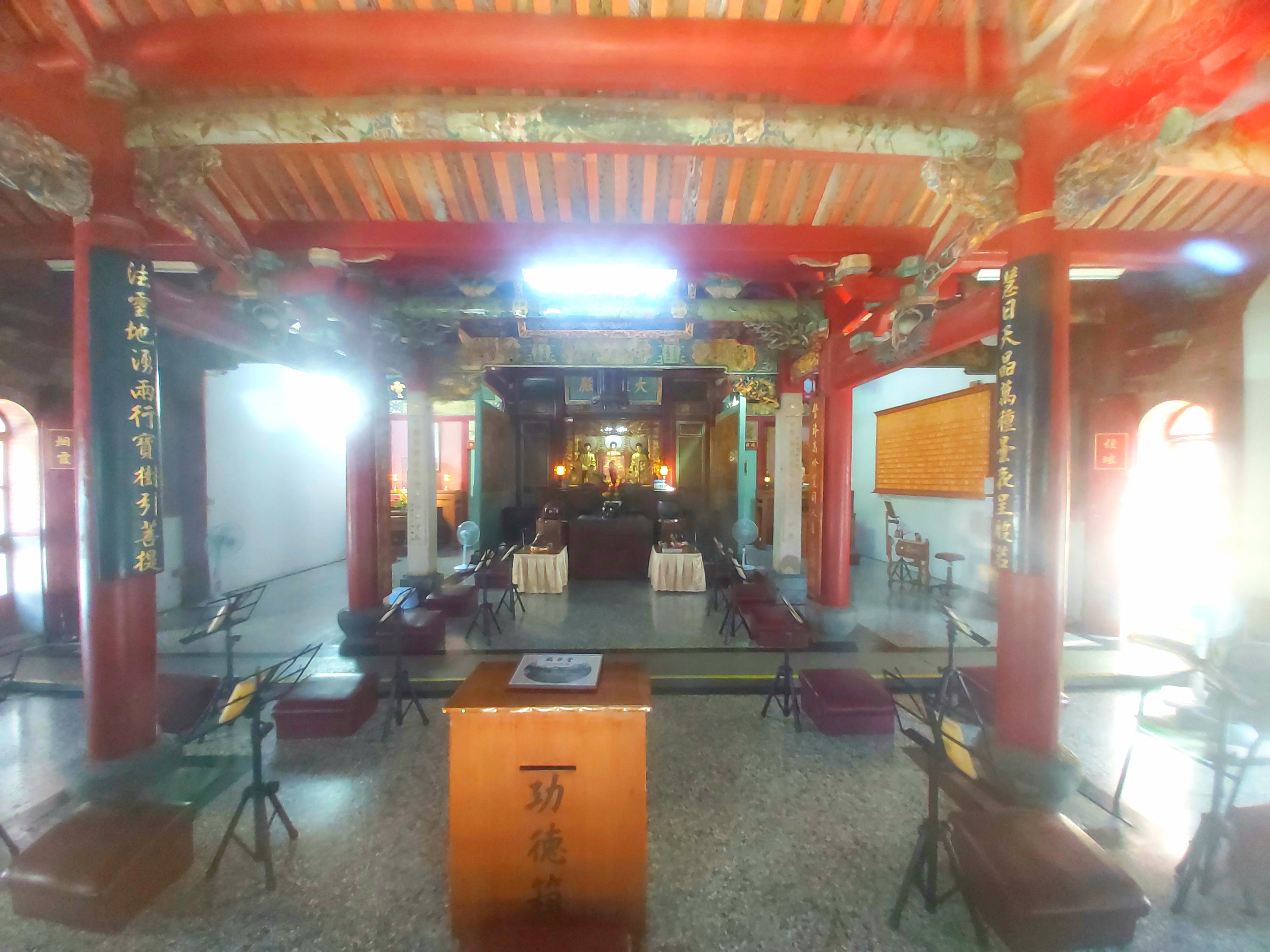
西華堂正殿室內

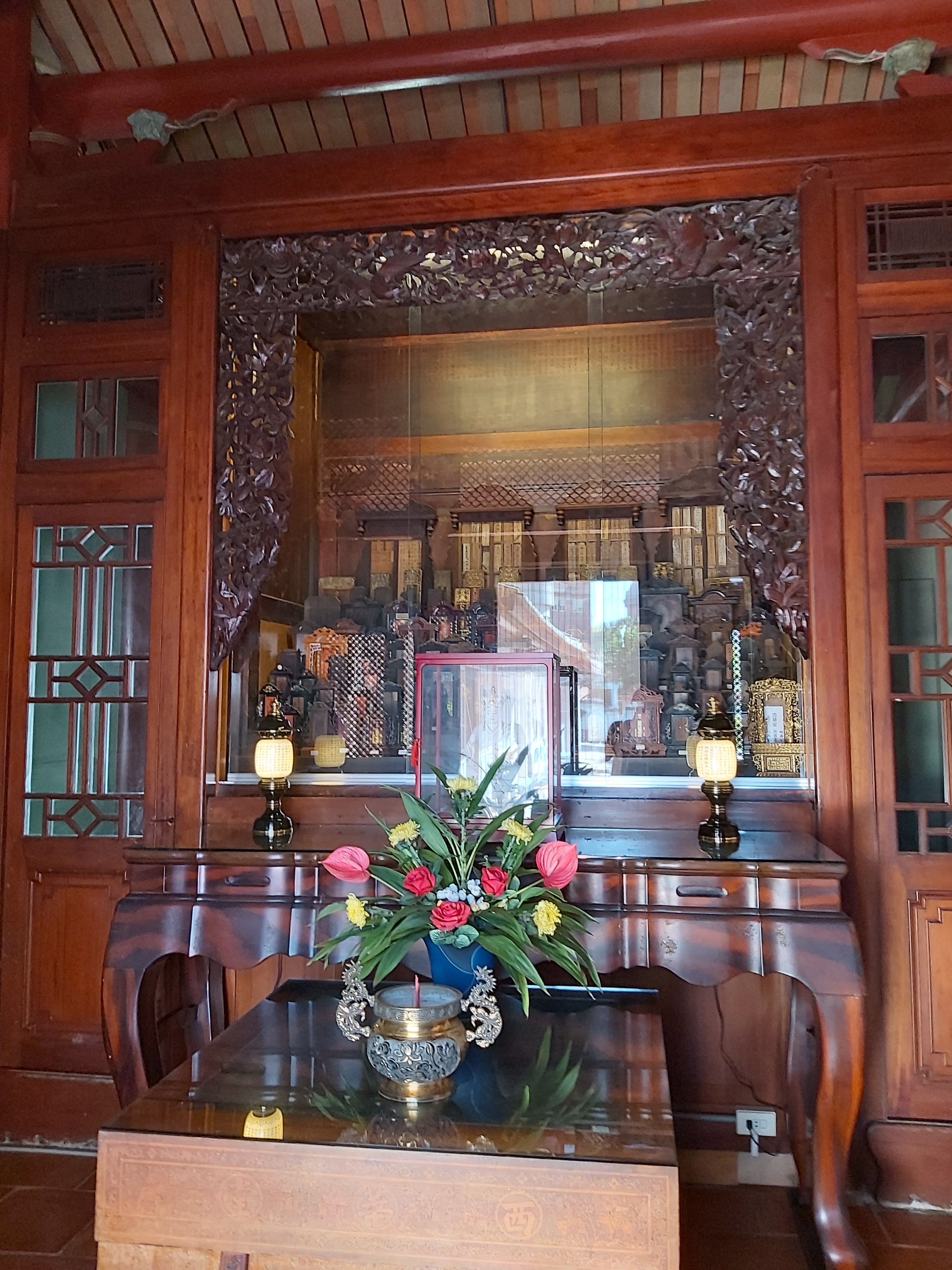
西華堂祿位廳

乾隆十五年（1750年），齋教金幢派翁永峰系的鍾、翁、吳、劉四位齋友來臺傳教，於臺灣府城東安坊右營埔北畔創建此齋堂:244。之後嘉慶三年（1798年）時，有劉港光、陳漳水等人予以修建，而同治五年（1866年）時，又有鄭蟬娘等人又予以復修:244。到了光緒二十年（1894年），西華堂堂主林瑞雲與諸董事和齋友集資重修本堂:150，並買下左側民居，擴建左二護龍:244，在甲午戰爭前夕結束工程:150。
日治時期，昭和十年（1935年）曾予以整修:244。而到了民國時期，則在五十年（1961年）、六十四年（1975年）、七十一年（1982年）:244與八十九年（2000年）進行過整修:150。

## 建築特色
西華堂的空間格局為二進三廂的傳統合院建築，由凹壽形的堂門、正殿與兩側的廂房所組成，堂前還有前埕與花園:151。其方位坐東朝西，據說是朝著位在福州的祖堂:151。
其正殿俗稱「三官廳」，是由於過去這裡是供奉三官大帝之處，但受到後來佛教化的影響，而改為供奉三寶佛:151。而在神龕之後則為教內稱為「內家鄉」之聖室，供奉金幢派教主王佐塘之畫像，只有皈依的信徒方可進入:151。正殿左右偏殿為七祖廳與祿位廳，左右護室及廂房則是信徒修行之處:151。
- 西華堂正門
- 西華堂的藏經閣
- 西華堂堂門
- 西華堂的石碑
- 正殿八角窗
- 中庭的獅子像

## 外部連結
- 西華堂的Facebook專頁
- 臺南市文化資產管理處——西華堂 （页面存档备份，存于）